# Città dell'Illinois
Lista delle città dell'Illinois, Stati Uniti d'America, comprendente i comuni (city e village) e i census-designated place (CDP).
I dati sono dell'USCB riferiti al censimento del 2000 e ad una stima del 01-07-2006 (tranne che per i CDP).

## Elenco
- Dalla lettera A alla B
- Dalla lettera C alla F
- Dalla lettera G alla P
- Dalla lettera Q alla Z